# Supercupa României 2009
Supercupa României 2009 a fost cea de-a 11-a ediție a Supercupei, meciul dintre Unirea Urziceni, câștigătoarea campionatului în sezonul 2008-09, și CFR Cluj, câștigătoarea Cupei României în sezonul 2008-09.
A fost prima ediție a Supercupei în care s-au înfruntat două echipe din provincie și, de asemenea, câștigătoarea trofeului a fost în premieră din afara capitalei.
Trofeul a fost înmânat învingătorilor de selecționerul echipei naționale a României, Răzvan Lucescu.

## Detaliile meciului
| 26 iulie 2009 21:00 | Unirea Urziceni | 1 – 1 | CFR Cluj | Stadionul Valentin Stănescu, București Spectatori: 1.500 Arbitru: Georgian Ionescu (Buzău) |
| 26 iulie 2009 21:00 | Frunză 50'      |       | Cadu 42' | Stadionul Valentin Stănescu, București Spectatori: 1.500 Arbitru: Georgian Ionescu (Buzău) |

|                                                  |       | Penaltiuri                                  |  |
| Pădurețu · Rusescu · Frunză · Bilașco · Bordeanu | 2 – 3 | Alcântara · Dubarbier · Culio · Dani · Cadu |  |

| Unirea | CFR Cluj |

| UNIREA:      |    |                    |      |     |
|              |    |                    |      |     |
| P            | 77 | Cătălin Grigore    |      |     |
| FD           | 24 | Vasile Maftei      | 37'  | 99' |
| FC           | 6  | George Galamaz     |      |     |
| FC           | 22 | Bruno Fernandes    |      |     |
| FS           | 23 | Valeriu Bordeanu   |      |     |
| MD           | 30 | Sorin Frunză       |      |     |
| MC           | 32 | Iulian Apostol     | 89'  |     |
| MC           | 8  | Sorin Paraschiv    | 3'   | 80' |
| MS           | 19 | Pablo Brandan      |      | 61' |
| A            | 7  | Marius Bilașco     | 10'  |     |
| A            | 14 | Raul Rusescu       |      |     |
| Rezerve:     |    |                    |      |     |
| P            | 74 | Daniel Tudor       |      |     |
| F            | 4  | Ersin Mehmedovic   |      |     |
| M            | 10 | Răzvan Pădurețu    | 111' | 61' |
| A            | 11 | Marius Onofraș     |      |     |
| A            | 15 | Cristian Dănălache |      |     |
| F            | 16 | Epaminonda Nicu    |      | 99' |
| M            | 18 | Ricardo Gomes      |      | 80' |
| Antrenor:    |    |                    |      |     |
| Dan Petrescu |    |                    |      |     |

| CFR:           |    |                     |          |     |
|                |    |                     |          |     |
| P              | 1  | Nuno Claro          |          |     |
| FD             | 2  | Tony                |          |     |
| FC             | 20 | Cadú                |          |     |
| FC             | 15 | Hugo Alcântara      |          |     |
| FS             | 4  | Cristian Panin      |          |     |
| MD             | 23 | Bogdan Mara         | 34'      | 68' |
| MC             | 19 | Juan Emmanuel Culio | 34'      |     |
| MC             | 31 | Dani                | 35'      |     |
| MC             | 8  | Sixto Peralta       | 3'       | 68' |
| MS             | 77 | Ciprian Deac        | 45' 114' |     |
| A              | 99 | Diego Ruiz          | 55'      | 80' |
| Rezerve:       |    |                     |          |     |
| P              | 44 | Eduard Stăncioiu    |          |     |
| F              | 6  | Gabriel Mureșan     |          |     |
| M              | 7  | Sebastián Dubarbier |          | 68' |
| A              | 9  | Lacina Traore       |          |     |
| M              | 10 | Eugen Trică         | 72'      | 68' |
| A              | 17 | Yssouf Koné         |          | 80' |
| M              | 25 | André Leão          |          |     |
| Antrenor:      |    |                     |          |     |
| Toni Conceição |    |                     |          |     |

| Oficialii meciului - Arbitri asistenți: - Cristian Nica (Ploiești) - Aurel Onița (Constanța) - Al patrulea arbitru: - Andrei Chivulete (București) Jucătorul meciului - Sorin Frunză | Reguli - 90 minute - 30 minute de prelungire (două reprize de 15 minute) - Lovituri de departajare dacă scorul este egal după 120 de minute - Șapte jucători pe banca de rezervă - Maxim trei înlocuiri |